# Родіоновська (Виноградовський район)
Родіоновська (рос. Родионовская) — присілок в Виноградовському районі Архангельської області Російської Федерації.
Населення становить 99 осіб. Органом місцевого самоврядування до 2021 року було Моржегорське муніципальне утворення.

## Історія
Від 1937 року належить до Архангельської області.
Від 2004 року належить до муніципального утворення Моржегорське муніципальне утворення.

## Населення
| 2002 | 2009 | 2010 | 2012 |
| ---- | ---- | ---- | ---- |
| 110  | ↗131 | ↘117 | ↘99  |